# 瀬加村
瀬加村（せかむら）は、兵庫県神崎郡にあった村。現在の市川町の東端にあたる。

## 地理
- 山岳 ： 城山
- 河川 ： 岡部川

## 歴史
- 1889年（明治22年）4月1日 - 町村制の施行により、神東郡上牛尾村・下牛尾村・上瀬加村・下瀬加村の区域をもって発足。
- 1896年（明治29年）4月1日 - 所属郡が神崎郡に変更。
- 1955年（昭和30年）7月25日 - 川辺村・甘地村・鶴居村と合併して市川町が発足。同日瀬加村廃止。